# Tianzhou 3
Tianzhou 3 – trzeci lot chińskiego automatycznego statku transportowego Tianzhou. Wystrzelony 20 września 2021 roku rakietą Chang Zheng 7 w kierunku modułu Tianhe.

## Misja
Celem misji jest dostarczenie 6 ton zaopatrzenia dla załogi.